# کاه گل ارزه
کاه گل ارزه؛ ریگ روان، کاهگلی است که علاوه بر خاک رس مقداری ریگ روان و خاک کاه شسته دارد که در نماسازی بکار می‌رود.